# Daniel Könen
Daniel Könen (* 1985 in Siegburg) ist ein deutscher rechtswissenschaftlicher Hochschullehrer und Autor. Er ist Privatdozent der Universität zu Köln.

## Leben und Werdegang
Nach dem Studium der Rechtswissenschaften an den Universitäten Köln und Kopenhagen, das er 2010 mit der ersten juristischen Staatsprüfung abschloss, war Könen von 2011 bis 2013 Wissenschaftlicher Mitarbeiter am Institut für das Recht der Europäischen Union der Universität zu Köln und absolvierte dort bis 2012 den Masterstudiengang Wirtschaftsrecht. Nach Abschluss der Promotion 2013 und des Referendariats im Bezirk des OLG Köln mit Stationen beim Bundeskartellamt (Abteilung P – Prozessabteilung) und Freshfields Bruckhaus Deringer LLP (Praxisgruppen Kartell-, Energie- und Gesellschaftsrecht) legte er 2015 die Zweite juristische Staatsprüfung ab. Im Anschluss war er 2015 als freier Mitarbeiter für die Zeitschrift Wirtschaft und Wettbewerb sowie bis 2017 als Wissenschaftlicher Mitarbeiter am Institut für Europäisches Wirtschaftsrecht der Universität zu Köln tätig. Dort ist er seit 2017 Akademischer Rat a. Z. Zwischen 2018 und 2022 war Könen Gastdozent an der Ivane Javakhishvili Tbilisi State University, in der georgischen Hauptstadt Tiflis.
Im Januar 2021 wurde Könen mit der Habilitationsschrift Gesellschafter-Exithaftung im Personenverband durch die Rechtswissenschaftliche Fakultät der Universität zu Köln habilitiert und ihm wurde die Lehrbefugnis für die Fächer Bürgerliches Recht, Handels- und Gesellschaftsrecht, Deutsches und Europäisches Wettbewerbsrecht sowie Insolvenzrecht erteilt. Seine Forschungsschwerpunkte sind Bürgerliches Recht, Vereinsrecht, Handels- und Gesellschaftsrecht, Deutsches und Europäisches Wettbewerbsrecht, Kartellverfahrensrecht und Insolvenzrecht. Könen ist Co-Autor der Neuauflage des Soergel BGB-Kommentars sowie weiterer Kommentierungen zum Gesellschafts-, Insolvenz-, Kartell- und Lauterkeitsrecht im RWS Verlag, Verlag Dr. Otto-Schmidt sowie Verlag C. H. Beck.
Nach Professurvertretungen in Frankfurt (Oder), Freiburg, Münster, Leipzig, Bayreuth und Passau vertritt er im Wintersemester 2024/25 an der Humboldt-Universität zu Berlin.
Im Rahmen digitaler Lehrformate hat Könen 2021 einen virtuellen Hörsaal verwirklicht (sog. „Sciencetainment“), den er mit den Studierenden gemeinsam ausbaute, sodass ganzheitliches Lernen (mit Kopf, Herz und Hand nach Johann Heinrich Pestalozzi) erlebt werden konnte. Dabei ist es ihm u. a. gelungen, im Rahmen eines Team-Call for Papers zum „Digital-Update des BGB“ Studierendenmanuskripte zu einer wissenschaftlichen Veröffentlichung in einer juristisch-didaktischen Fachzeitschrift anzuleiten.

## Schriften (Auswahl)

### Monografien
- Gesellschafter-Exithaftung im Personenverband – Einstandspflicht gemäß § 128 HGB als liquidationsbezogene Ausfallhaftung. Mohr Siebeck, Tübingen 2021, ISBN 978-3-16-160640-3 (Habilitationsschrift)[6]
- Sicherheit durch Hinterlegung – Zur „Umwandlung“ einer Hinterlegung zum Zwecke prozessualer Sicherheitsleistung in eine Hinterlegung zu Schuldbefreiungszwecken. (= Schriftenreihe Prozessrechtliche Abhandlungen 136) Carl Heymanns Verlag, Köln 2021, ISBN 978-3-452-29896-6[7]
- Die Rolle des Bundeskartellamtes im Beschwerdeverfahren – Eine Untersuchung insbesondere in Bezug auf Nachermittlungen. Nomos Verlags-Gesellschaft, Baden-Baden 2014, ISBN 978-3-8487-0703-4 (Dissertation)[8]

### Beiträge in Archivzeitschriften und Sammelbänden
- Der Kommissionsvorschlag für eine Richtlinie zum materiellen Insolvenzrecht, in: KTS 2024, 39–76
- Beurteilung unterschwelliger Zusammenschlüsse anhand von Art. 102 AEUV – Grundlagen eines zusammenschlussbedingten Konkretisierungsgebots, in: ZWeR 2023, 160–180
- Die Geschäftsleiterhaftung nach § 15b Abs. 6 InsO in der atypischen Personengesellschaft sowie die Auswirkungen auf das Vereinsrecht – ein Beitrag zur Haftung der Geschäftsleiter von Verbänden im vorinsolvenzlichen Stadium, in: KTS 2022, 35–74
- Das Zusammenspiel von Regeln und Markt im Gesellschaftsrecht – verbandsspezifische Grenzen der Vertragsfreiheit, in: Francesco Bordiga/Hannes Wais (Hrsg.), Inhalt und Grenzen der Privatautonomie in Deutschland und Italien, Baden-Baden/Turin 2021, S. 253–274
- Die Berufungszuständigkeit als eine Frage der Entscheidungserheblichkeit, in: ZZP 133 (2020), 231–260
- Die wirtschaftliche Tätigkeit der öffentlichen Hand – Ein Ansatz zur Bewältigung von Zielkonflikten zwischen Wettbewerbsrecht und (nicht-)ökonomischen Gemeinwohlbelangen, in: ZHR 182 (2018), 684–720
- Die vereinsrechtliche Rechtsformkontrolle unter besonderer Berücksichtigung des § 43 BGB, in: ZGR 47 (2018), 632–646
- Die relativ-tätigkeitsveranlasste Einstandspflicht der Gesellschafter eines Gemeinschaftsunternehmens für Kartellbußgelder (mit Maximilian Dogs), in: ZWeR 2017, 409–428
- Transformation einer europäischen Rechtsfigur in das deutsche Recht – Das Wagnis der Übernahme des europäischen Unternehmensbegriffs in das nationale Deliktsrecht, in: Jahrbuch Junger Zivilrechtswissenschaftler 2016, S. 159–195

### (Co-)Autorenschaften
- Westermann/Wertenbruch, Handbuch Personengesellschaften, Verlag Dr. Otto Schmidt, (§ 42 – Auflösung, § 43 – Liquidation, § 44 – Insolvenz)
- Beck'scher Online-Großkommentar zum BGB, Verlag C. H. Beck, (§§ 35–39 BGB – Sonderrechte, Berufung der Mitgliederversammlung, Berufung auf Verlangen einer Minderheit, Mitgliedschaft, Austritt aus dem Verein; §§ 43 f. BGB – Entziehung der Rechtsfähigkeit, Zuständigkeit und Verfahren; §§ 45–53 BGB – Liquidation des Vereins)
- Beck'scher Online-Großkommentar zum HGB, Verlag C. H. Beck, (§ 130a HGB 2016 – Antragspflicht bei Überschuldung und Zahlungsunfähigkeit, zugleich Kommentierung des § 15b Abs. 6 InsO)
- Frankfurter Kommentar zum Kartellrecht, Verlag Dr. Otto Schmidt, ISBN 978-3-504-41182-4, (Art. 2 FKVO – Materielle Beurteilung von Zusammenschlüssen und Gemeinschaftsunternehmen)
- Kommentar zum Bürgerlichen Gesetzbuch mit Einführungsgesetz und Nebengesetzen Soergel (BGB-Kommentar), W. Kohlhammer GmbH, ISBN 978-3-17-041742-7, (§§ 55 bis 79a BGB –  Kapitel 2 – Eingetragene Vereine)
- Kübler/Prütting/Bork, Kommentar zur Insolvenzordnung, RWS Verlag, ISBN 978-3-8145-8700-4, (§ 39 InsO – Nachrangige Insolvenzgläubiger; § 44a InsO – Gesicherte Darlehen; § 135 InsO Gesellschafterdarlehen; § 136 InsO – Stille Gesellschaft)
- Leuschner, AGB-Recht im unternehmerischen Rechtsverkehr, Verlag C. H. Beck, 2021, ISBN 978-3-406-69390-8 (§ 306 BGB – Rechtsfolgen bei Nichteinbeziehung und Unwirksamkeit; § 306a BGB – Umgehungsverbot)
- Münchener Handbuch des Gesellschaftsrechts, Verlag C.H. Beck, 2021, ISBN 978-3-406-70505-2, (§ 2 Begriff und Rechtsnatur des Vereins; § 3 – Nichtwirtschaftlicher und wirtschaftlicher Verein; § 4 – Reformbestrebungen)
- Münchener Kommentar zum Lauterkeitsrecht, Verlag C.H. Beck, 2022, ISBN 978-3-406-71281-4, (Vor § 12 UWG – Vorbemerkung zum Verfahrensrecht; § 14 UWG – Sachliche und örtliche Zuständigkeit; Verordnungsermächtigung)